# ウィルゲート
株式会社ウィルゲート（英文社名：Willgate, Inc.）は東京都港区に本社をおく、コンテンツマーケティング事業、M&A仲介支援事業を主軸としたインターネット関連企業。

## 企業概要
2004年11月に創業、2006年6月に設立。SEOコンサルティングとウェブ記事作成支援を中心に、デジタルマーケティング全般のコンサルティングを行う。

## 沿革
- 2006年1月 - 渋谷区でWEBマーケティング事業を開始。
- 2006年6月 - 株式会社ウィルゲート設立。
- 2007年8月 - 成果報酬型SEO対策「SEO GATE」サービス開始。
- 2010年7月 - 生命保険の無料相談/見直しサービス「保険ゲート」サービス開始。
- 2012年1月 - 「保険ゲート」会員の個人情報約1万1,493件が漏洩、個人情報の中には機微情報項目である「年収、病歴や服薬歴、配偶者の氏名」含む[2][3]。
- 2012年4月 - 代表取締役小島梨揮が「ウィルゲート～逆境から生まれたチーム～」を出版。
- 2012年12月 - 記事作成特化型クラウドソーシング「サグーワークス」サービス開始。
- 2013年6月 - 「保険ゲート」を株式会社イードに譲渡。
- 2014年7月 - コンテンツ作成サービス「KIJITASU(キジタス)」提供開始。
- 2014年9月 - 暮らしのアイデア投稿プラットフォーム「暮らしニスタ」サービス開始。
- 2015年10月 - 株式会社マイナビと資本提携。
- 2016年1月 - 「KIJITASU」を大幅リニューアルし、コンテンツマーケティング支援サービスを開始。
- 2016年4月 - 株式会社エボラブルアジアと資本提携。
- 2016年8月 - 株式会社主婦の友社と共同運営で妊娠・出産・育児メディア「Milly」サービス開始。
- 2016年9月 - 株式会社主婦の友社と家づくりメディア「みんなの家づくり」における業務提携を締結。
- 2016年10月 - アフィリエイトサービス『A8.net』を運営する株式会社ファンコミュニケーションズと業務提携。
- 2018年12月 - SEO課題を自動抽出する上位表示支援ツール「TACT SEO」サービス開始。
- 2019年10月 - Web・IT特化のM&A仲介支援サービス「Willgate M&A」サービス開始。
- 2021年2月 - 広告費を使わず、会社の資産を活用して成果を出す「セミナー支援コンサルティング」サービス開始。
- 2020年12月 - 吉岡 諒専務取締役が個人情報漏洩で月粗利3,000万円の事業を失っていたと発表[4]。
- 2021年3月 - 人との繋がりやSNSを活用する営業支援サービス「ソーシャルセリング」サービス開始
- 2021年8月 - 本社ビルを港区南青山に移転。
- 2021年12月 - IT・Web事業に特化したM&A仲介サービス「ウィルゲート M&A」がリンクエッジが展開する「Link-A M&A」と事業提携

## 関連書籍
- 小島梨揮『ウィルゲート〜逆境から生まれたチーム〜』（2012年4月5日発売・ダイヤモンド社）[5]
- ダイヤモンド経営者倶楽部『The First Company2014』（2013年10月31日発売・ダイヤモンド社）
- 森部好樹『発想の転換で新領域を開拓した続・7人の起業家』（2014年9月20日・日経BP社）[6]
- 森部好樹『森部好樹が選ぶ日本のベストベンチャー25社』（2016年6月7日・日経BP社）[7]